# Naoto Misawa
Naoto Misawa (三沢 直人 Misawa Naoto?, Iwate, 7 de julio de 1995) es un futbolista japonés que juega como centrocampista en el Renofa Yamaguchi F. C.

## Trayectoria

### Clubes
| Club                   | País  | Año       |
| ---------------------- | ----- | --------- |
| YSCC Yokohama          | Japón | 2018-2019 |
| Gainare Tottori        | Japón | 2019-2020 |
| Kyoto Sanga F. C.      | Japón | 2021-2023 |
| Ventforet Kofu         | Japón | 2024      |
| Renofa Yamaguchi F. C. | Japón | 2025-     |